# 林立夫
林 立夫（はやし たつお、1951年5月21日 - ）は、東京都出身のドラマー、音楽プロデューサー。

## 略歴
骨董商を営む父の元、港区青山界隈で育つ。7つ上の兄の影響でドラムを始め、青山学院中学2年生の時、小原礼と出会い、アマチュアバンドのムーヴァーズを結成する。高校時代に細野晴臣に呼ばれた立教大学の音楽イベント「PEEP」のオーディションで鈴木茂と知り合い、小原礼、鈴木茂とSKYEを結成。1969年に青山学院高等部卒業。そのまま青山学院大学に進学したが、授業に一回だけ出席したのみで中退。1972年に小坂忠とフォー・ジョー・ハーフ、続いてキャラメル・ママ（ティン・パン・アレー）に加入した。以降、1970年代から1980年代にかけて多数のレコーディング・セッションで活躍する。
1973年12月1日に発売され、日本初のミリオンセラーを記録したLPとなった井上陽水のアルバム『氷の世界』、荒井由実の『ひこうき雲』、大瀧詠一の『NIAGARA MOON』『A LONG VACATION』、細野晴臣の『HOSONO HOUSE』などの作品に携わる。
また、1974年から1975年にかけてバンブーに参加。ARAGON、PARACHUTEなどのグループの一員としても活躍する。
1980年代半ばに音楽活動を休止するが、1996年の荒井由実コンサートを期に活動再開した。99年から始まったイベント【GROOVE DYNASTY】の企画、プロデュース、そして自身もドラマーとしてプレイする。その他、沼澤尚が参加のユニットTHREE'S CO.のプロデュース、細野晴臣、鈴木茂とTin Panを結成しアルバムリリース＆ツアー、小坂忠や大貫妙子、高中正義、今井美樹、岩瀬敬吾、寺岡呼人等のレコーディング参加やコンサート出演など、現在プロデューサー＆ドラマーとして活動。
2015年 沼澤尚（THEATRE BROOK）による新プロジェクト「AFTER SCHOOL HANGOUT」が始動。
2019年 俳優の佐野史郎のレコーディングを切っ掛けとして、鈴木茂、小原礼と加入した松任谷正隆と共に「SKYE（スカイ）」を再結成。「佐野史郎 meets SKYE with 松任谷正隆」として「禁断の果実」を発表。
2021年、フルアルバム「SKYE」を発売。

## 事業
日本を代表するドラマーの一人である一方で、アムウェイのディストリビュータとしても活動し、「クラウン・アンバサダー(CA)」の称号を持つ実業家でもある。